# ヴァイブリンゲン
ヴァイブリンゲン (ドイツ語: Waiblingen, ドイツ語発音: [ˈva‿iblɪŋən]) はドイツ連邦共和国バーデン＝ヴュルテンベルク州レムス＝ムル郡に属す市である。州都シュトゥットガルトの北東約 10 km に位置している。本市はレムス＝ムル郡の郡庁所在地で、同郡最大の街である。本市は、シュトゥットガルト地方（1992年まではネッカー中流域）およびシュトゥットガルト大都市圏に属す。西に隣接するフェルバッハとともに周辺市町村の中級中心をなす。
ヴァイブリンゲンは1962年2月1日から大規模郡都市となっている。

## 地理

### 位置

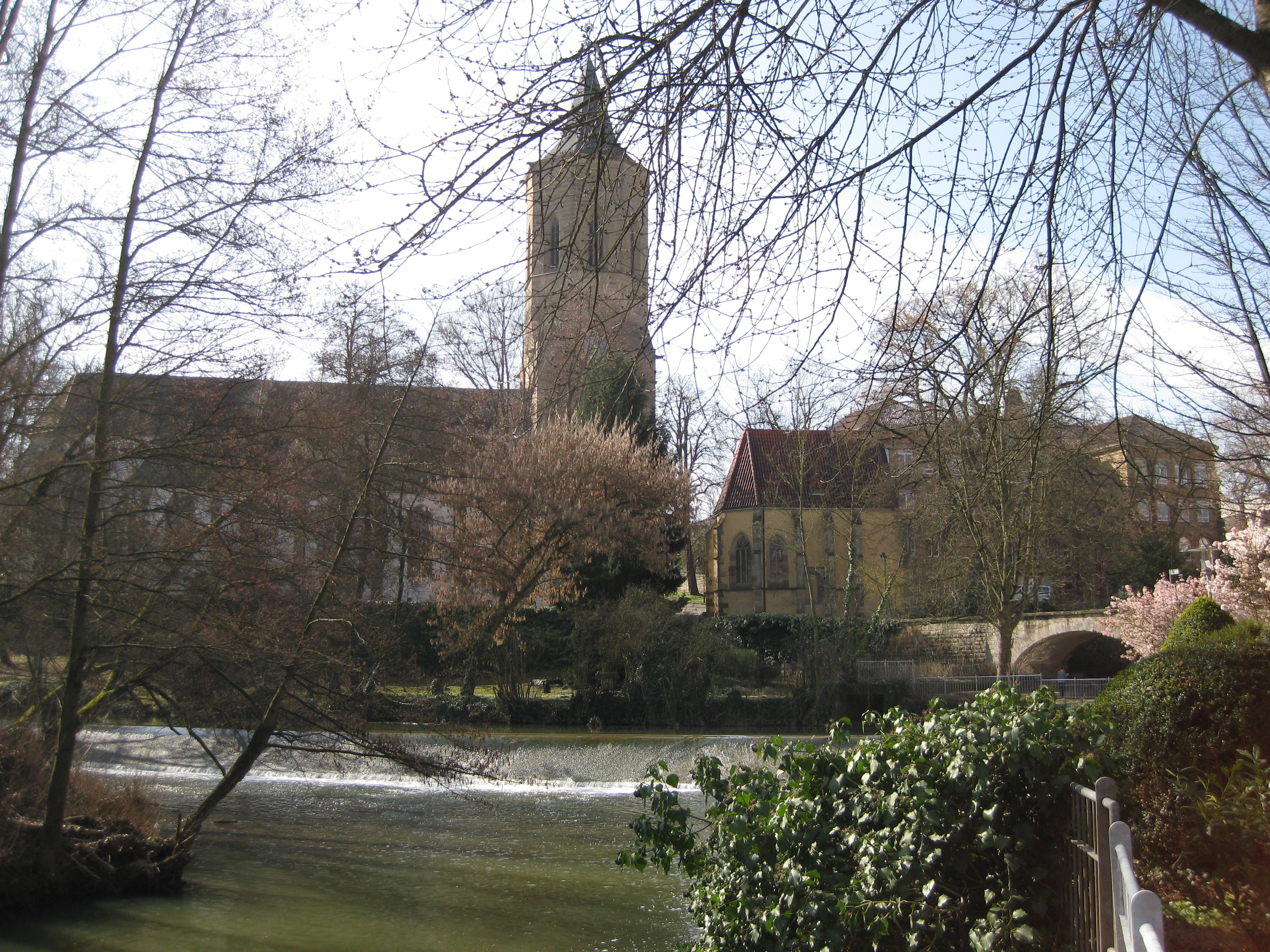
ヴァイブリンゲン、ミヒャエルス教会付近を流れるレムス川

ヴァイブリンゲンはレムス川の両岸に位置している。この川は、市の南西に位置するバインシュタイン市区から市域内に流れ込み、中核市区を貫通している。その後、ムシェルカルクを深く刻み込み蛇行を繰り返しながら南東から北西に向かって流れ、レムスエック・アム・ネッカーでネッカー川に合流する直前に、ヘクナハ市区とホーエンアッカー市区との間から本市を離れる。

### 隣接する市町村
以下の市町村がヴァイブリンゲン市と境を接している。北東から時計回りに列記する:
ロイテンバッハ、シュヴァイクハイム、コルプ、ヴァインシュタット、ケルネン・イム・レムスタール、フェルバッハ（以上、いずれもレムス＝ムル郡）、レムスエック・アム・ネッカー、マールバッハ・アム・ネッカーに属す飛び地（ともにルートヴィヒスブルク郡）。ヴァイブリンゲンの無人の飛び地が、ベルグレンとレムスハルデンとの間にあるヒンテーレ・シュタットヴァルトである。

### 市の構成
ヴァイブリンゲンの市域は、中核市区とバインシュタイン、ビッテンフェルト、ヘクナハ、ホーエンアッカー、ノイシュタットの各市区からなる。いくつかの市区には、固有の名称を持つ集落や住宅地が属している。

### 土地利用
| 土地用途別面積 | 面積 (km2) | 占有率 |
| -------------- | ---------- | ------ |
| 住宅地         | 4.58       | 10.7 % |
| 産業用地       | 2.28       | 5.3 %  |
| レジャー用地   | 0.87       | 2.0 %  |
| 交通用地       | 5.07       | 11.9 % |
| 農業用地       | 20.93      | 49.0 % |
| 森林           | 6.43       | 15.0 % |
| 水域           | 0.39       | 0.9 %  |
| その他の用地   | 2.20       | 5.1 %  |
| 合計           | 42.75      |        |

出典: Statistisches Landesamt Baden-Württemberg

### 地域計画
ヴァイブリンゲンは隣接するフェルバッハとともに、シュトゥットガルトを中心とするシュトゥットガルト地方内の中級中心となっている。ヴァイブリンゲン/フェルバッハ中級中心地域には、レムス＝ムル郡南西部の市町村、すなわちベルグレン、ケルネン・イム・レムスタール、コルプ、ロイテンバッハ、シュヴァイクハイム、ヴァインシュタット、ヴィネンデンが含まれる。

## 歴史

### 18世紀まで
この地域の出土品には旧石器時代や中石器時代のものが見られる。ヴァイブリンゲン自身の近くでは、線帯文土器文化（紀元前5000年頃）を初めとして、様々な先史時代の定住跡が見つかっている。ローマ時代には、バインシュタインの近くに職人の入植地があった。ここでは価値の高い食器類（テラ・ジギラータ）が作られていた。ヘクナハの近くではレンガを焼いていた窯の跡も発掘された。
現在のヴァイブリンゲン中核市部周辺はアレマン時代に政治、経済、教会の中心地へと発展した。本市周辺にはメロヴィング時代の埋葬地が多くあった。746年にカンシュタットの重罪裁判所でそれまでのアレマン公領が最終的にフランク王国に併合された後、徐々にフランク王国の所領運営の中心地となり、カロリング家の所領となっていった。ここに王宮が設けられ、885年8月23日付の皇帝カール3世の文書に初めてヴァイブリンゲン（Uueibelingen という表記であった）が記録された。887年にここで諸侯会議が開かれた。考古学的にはまだ証明されていないこの王宮は、現在の旧市街付近にあったと推測されている。ヴァイブリンゲンはその後のオットー朝、ザーリアー朝、シュタウフェン朝でも王領として存続し、1253年以前、おそらくは1200年頃にヴュルテンベルク領となった。フリードリヒ・バルバロッサの名前で知られるシュタウフェン家のフリードリヒ1世は、1122年におそらくヴァイブリンゲンで生まれた。いずれにせよ、シュタウフェン家の戦闘時の叫び声が「ヴァイブリンゲン!」であったため、皇帝派はイタリア語で「ギベリン」（イタリア語でヴァイブリンゲンを意味する）と呼ばれるようになった。ヴァイブリンゲンは1250年頃に都市権を授与された。
中世のヴュルテンベルク領におけるヴァイブリンゲンの重要性を示す直接的な証拠が、1287年にヴァイブリンゲンの力を削ぐための対抗措置として、現在のノイシュタット・アン・デア・レムス ("Nova Civitas") が建設されたことである。本市はヴュルテンベルクに対する帝国戦争で、1291年から1293年に初めて破壊され、帝国都市エスリンゲン・アム・ネッカーの支配下に置かれたが、1315年に再びヴュルテンベルクの所領に戻された。ヴァイブリンゲンは地方行政と王宮の街となり、遅くとも14世紀以降はアムト（地方行政単位）および郡の中心地となった。
14世紀末までにヴァイブリンゲンの旧市街は盛んに拡大していった。これにより市壁の外側にミヒャエルス教会が建設され、そのさらに外側の環状市壁とこれに伴いツヴィンガーが設けられた。さらに市門が高くされ、紋章石が飾られた。たとえば1491年に造られたバインシュタイナー楼門のヴュルテンベルク公エーバーハルト1世の紋章などがその例である。

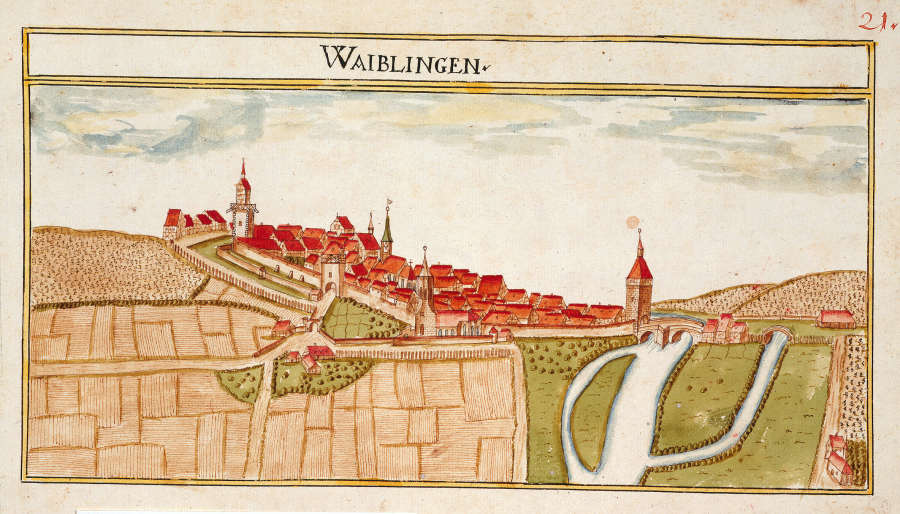
アンドレアス・キーザーの1685年の森林登録簿に描かれたヴァイブリンゲン

三十年戦争では、1634年9月5日から6日のネルトリンゲンの戦い後、ヴュルテンベルク兵がもはや護っていないヴァイブリンゲンは、皇帝軍およびスペイン軍の犠牲となった。9月18日の夜、街は炎の中で射撃を受け、突入され、略奪された。8日後に鎮火したときには、市は基礎壁に至るまで破壊され、4年間荒廃したままで、1638年/1640年になってやっと復興された。市壁の外にあった数軒の家屋だけが破壊を免れた。復興は、著しい人口低下のためにゆっくりとしか進行しなかった。1634年の破壊は、今日に至るまでこの街の歴史最大の悲劇である。この他に1771年と1784年にも火災が起こった。

### 19世紀から20世紀
ヴュルテンベルク王国成立後もヴァイブリンゲンは何世紀も続く農耕が主体の街であった。これに加えて、皮なめしや筏流しといった古い産業も一定の役割を担っていた。工業化は、19世紀後半になってやっと知覚されるようになった。ヴァイブリンゲンの発展の始まりは1861年にレムス鉄道が建設され、ヴュルテンベルク邦有鉄道の鉄道網に接続したことが契機となった。ヴァイブリンゲン駅は、地理的な条件とローム採掘のために、狭い都市の中心から約 2 km 外側に設けられた。最初に、伝統的なレンガ工場ヘスが1877年に駅のすぐ隣に新しく大きな工場を建設し、1910年の業務記録によれば431人を雇用していた。2番目には、ヴュルテンベルク王国内務省の要請により、絹織物工場がヴァイブリンゲンに進出した。この絹織物工場は急速に成長し、1910年には住民数が7,000人であったのに対して1,133人を雇用していた。この他の重要な雇用主としては、246人を雇用した工作機械工場ロラー、100人を雇用した皮革製品およびカバン製造業者アウヴェルター・ウント・ブーベック、同じく100人を雇用したカラメル製造業者カイザーがあった。
こうした発展の過程で、駅周辺地域に急速に中核市区が形成されていった。狭く老朽化していた旧市街から、約 2 km のバーンホーフ通り（駅前通り）が建設された。この通りは、様々な建築様式の、上流階級のための漆喰塗りの建物や前庭を持つ重要な並木道であった。
オーバーアムト・ヴァイブリンゲンから1938年にヴァイブリンゲン郡が成立した。ヴァイブリンゲン市の人口は1960年頃に2万人を超えた。これを承けて市の行政当局は大規模郡都市への昇格を申請し、バーデン＝ヴュルテンベルク州当局は1962年2月1日にこれが発効することを決定した。市町村再編によっていくつかの隣接する町村が合併し、市域は現在の広がりを持つに至った。
1973年の郡再編後、ヴァイブリンゲンは新たに創設されたレムス＝ムル郡の郡庁所在地となった。それまでのヴァイブリンゲン郡は廃止された。

### 市町村合併
以下の町村がヴァイブリンゲン市に合併した:
- 1971年12月1日: バインシュタイン[7]
- 1975年1月1日: ビッテンフェルト、ヘクナハ、ホーエンアッカー、ノイシュタット[8]

## 住民

### 人口推移
以下のグラフの値は、推測値、人口調査結果、各時点の統計担当役所の公的研究値に基づいている。

ヴァイブリンゲンの人口推移

### 宗教

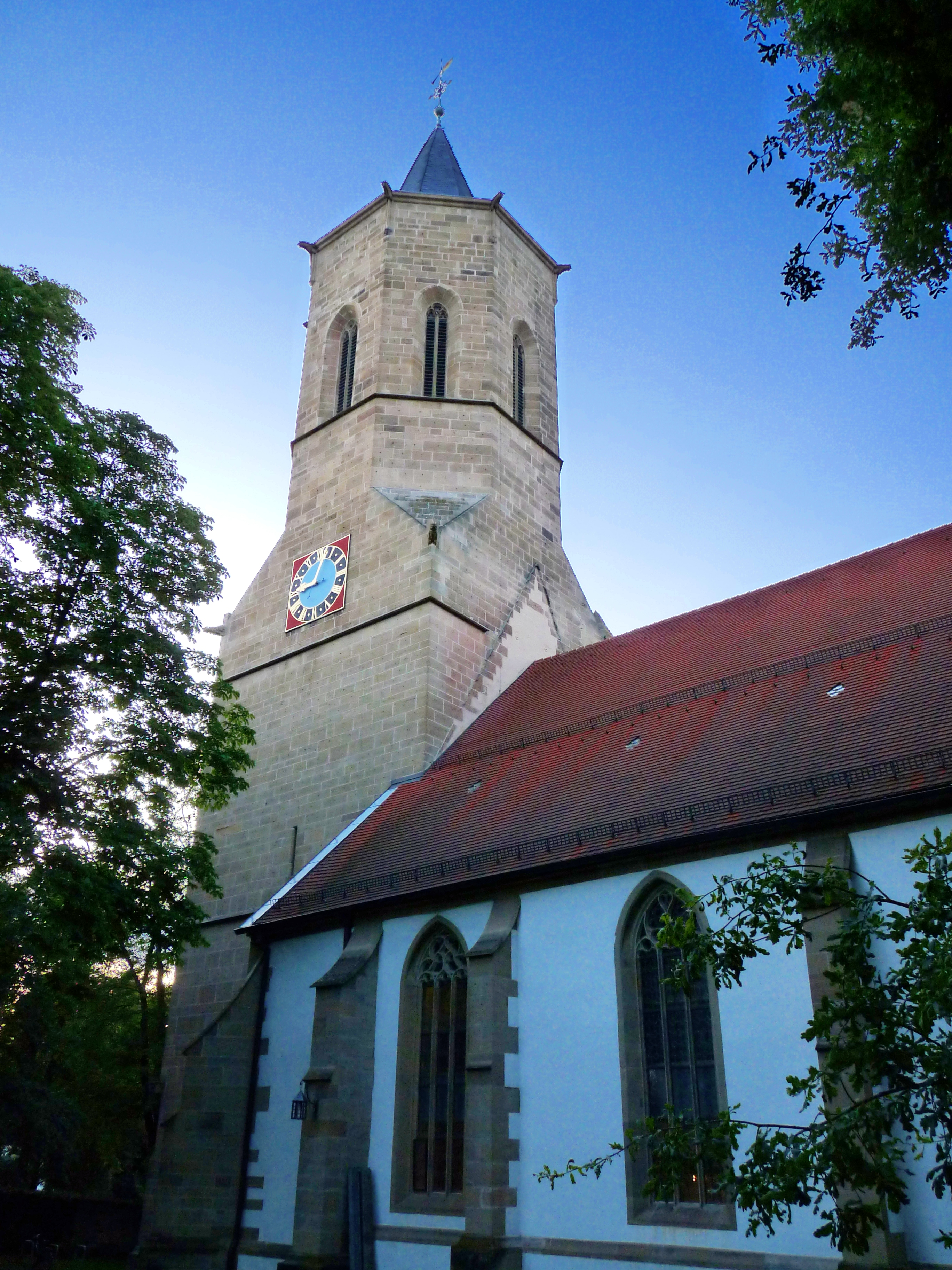
ミヒャエルス教会

ヴァイブリンゲンの住民は元々コンスタンツ司教区に属していた。この街は古くからヴュルテンベルク領であったため、1535年に宗教改革がなされた。1547年に教区監督官所在地となり、歴史に伴い様々な Prälatur（司教や修道院長などの高位聖職者）の管区に位置づけられた。1813年からは Prälatur ハイルブロンに属した。ミヒャエルス教会はヴァイブリンゲン周辺の大きな教区の母教会であった。ミヒャエルス教会は旧市街外の旧墓地にあった。元々ミヒャエルス教会が唯一の教区教会であったが、第二次世界大戦後の教会拡大に伴い、多くの教会に分割された。1977年に福音主義コルバー・ヘーエ教会が成立した。この教会は1988年にカトリックのマリエン教会と共同で「十字架の下でのマリアとヨハネの出会いによるエキュメニズム・ハウス」を建設した。1978年にヴァッサーシュトゥーベン集落と中核市区のフッゲライ住民のためにディートリヒ＝ボンヘッファー＝ゲマインデが形成され、1991年に増改築がなされたディートリヒ＝ボンヘッファー＝ハウスで礼拝を行った。さらに、レムス鉄道の南側の住民のためにマルティン＝ルター教会が設けられた。これらの教会は共同でヴァイブリンゲン福音主義総合教会組織を形成している。2013年3月末、同年12月1日に中核部の福音主義教会組織が1つの教会組織に統合されることが発表された。
ヴァイブリンゲンの5つの市区でもヴュルテンベルクに帰属していたことから宗教改革がなされた。いずれの市区にも古い教区教会の福音主義教会組織が存在している。いずれの教会組織もヴァイブリンゲン教会監督管区に属している。
カトリックは19世紀以後に復興した。カトリック信者たちのために1897年に礼拝堂が建設され、1907年に拡張された。早くも1899年に分礼拝堂が建設され、1917年にヴァイブリンゲンに司祭区が設けられた。聖アントニウスに捧げられた最初の教会は、1953年に建設された。2つめのカトリック教会となる聖ガイスト教会は1971年にリネンエッカー集落に建設された。コルバー・ヘーエには、1988年に福音主義ヨハネス教会とカトリックのマリエン教会が共同で「十字架の下でのマリアとヨハネの出会いによるエキュメニズム・ハウス」が建設された。3つの教会はいずれもヴァイブリンゲン教会組織に属している。バインシュタイン（信者集会所を持つ）やヘクナハ（聖霊教会）もこの組織に属している。ノイシュタット市区には、1969年に独自の司祭区が設けられた。ここには1963年にはすでに聖マリア教会が建設されていた。この教会はホーエンアッカーのカトリック信者も管轄していた。ヴァイブリンゲンとノイシュタットの2つの教会組織は、コルプの教会組織とともに、ロッテンブルク＝シュトゥットガルト司教区レムス＝ムル首席司祭区内でヴァイブリンゲン司牧会を形成している。ビッテンフェルトの4人のカトリック信者はシュヴァイクハイム/ビッテンフェルト総合教会組織に属し、教会管理人や隣接するシュヴァイクハイムの教会（ヴィネンデン司牧管区）の支部教会がある。1964年からすでに固有の聖マルティン教会があり、2014年には50周年を記念して大規模な祝祭が行われた。
2大キリスト教会の他にヴァイブリンゲンにはいくつかの自由教会もある。たとえば、ヴァイブリンゲンとヘクナハの統一メソジスト教会 や福音主義自由教会組織（バプテスト）などである。新使徒派教会や末日聖徒イエス・キリスト教会（モルモン教）もヴァイブリンゲンで活動している。
1960年にヴァイブリンゲンで成立したギリシア正教会は、1970年代に古いニコラウス教会堂に定住し、これ以後聖コンスタンティノスと聖ヘレナに献堂された。
移民によってイスラム教の組織が形成された。彼らはしばしば宗教上の指導者であるとともに、地域の信者の代表者として振る舞う。礼拝は改造された世俗の空間で行われる。ヴァイブリンゲンには固有のモスクはないが、街の中央にドームとミナレットを有するモスクが計画されている（2014年現在）。

## 行政

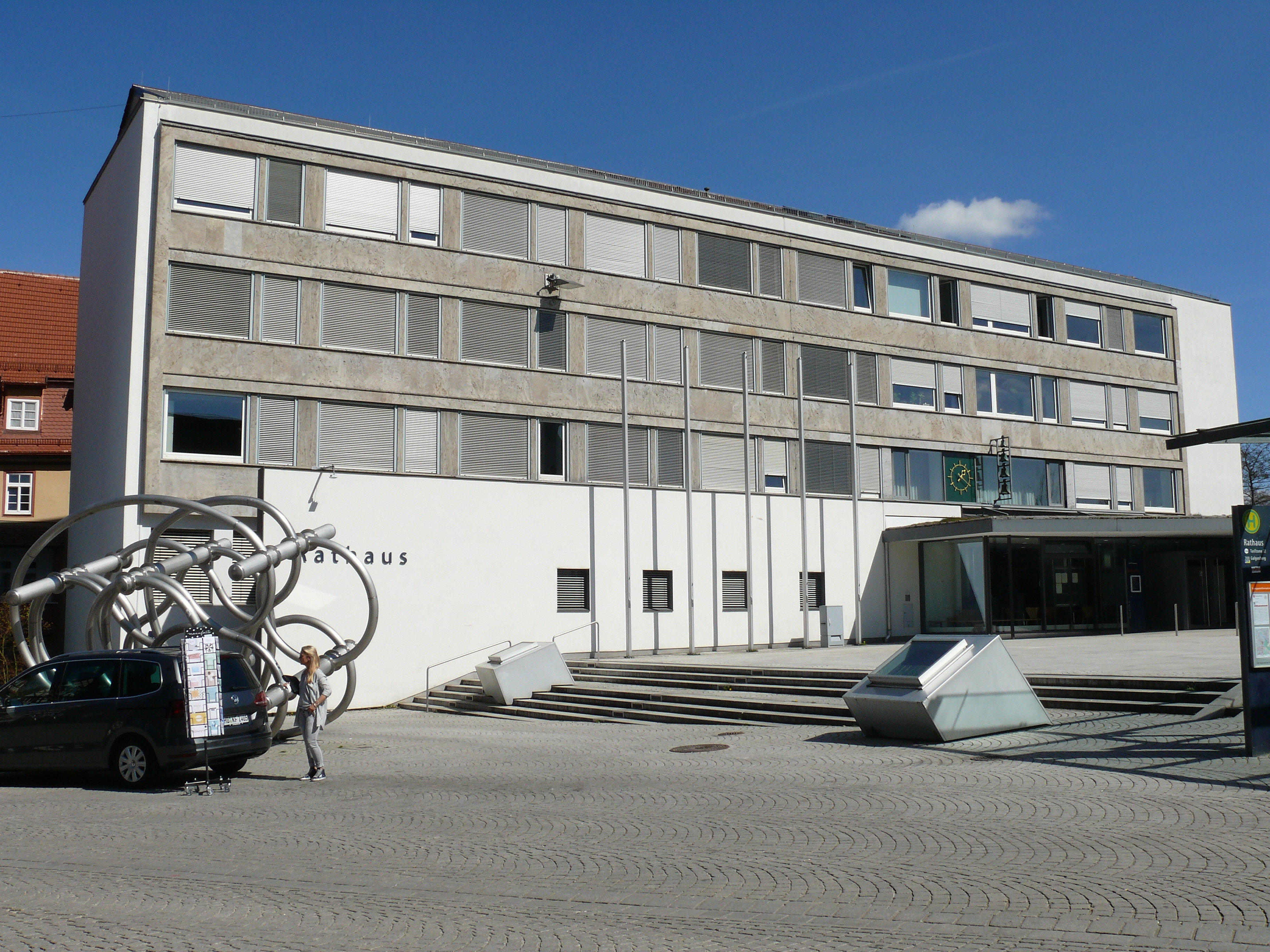
ヴァイブリンゲン市庁舎

### 市議会
ヴァイブリンゲンの市議会は、選挙で選ばれた32人の議員と、議長を務める上級市長で構成されている。

### 首長
ヴァイブリンゲン市の首長にあたる「シュルタイス」(Schultheiß) は1265年に初めて記録されている。自治組織が成立したのは1273年からであった。行政の監督は、フォークトの責務であった。1740年には3人のビュルガーマイスター（現在では「市長」にあたる語である）、9人の判事、5人のラーツフェアヴァント（直訳: 議会関係者）が列記されている。1819年から市の首長は「シュタットシュルタイス」という称号を用いた。1930年からは「ビュルガーマイスター」、1962年2月1日の大規模郡都市への昇格に伴って「オーバービュルガーマイスター」（上級市長）と称号は変遷した。上級市長は8年ごとの直接選挙で選出される。上級市長は市議会の議長を務める。2018年現在の上級市長アンドレアス・ヘスキーは2006年に初選出された。
上級市長の代理を務める第1副市長は公式には「エルスター・ビュルガーマイスター」と称する。また、「技術副市長」も公式には「ビュルガーマイスター」を称する。
第二次世界大戦後の首長を列記する
- 1945年 - 1946年: フリードリヒ・シュペート
- 1946年 - 1954年: アドルフ・バウアー
- 1954年 - 1962年: アルフレート・ディーボルト
- 1962年 - 1963年: ヘルムート・ヴェーバー (FDP/DVP)
- 1963年 - 1970年: クルト・ゲプハルト (FDP/DVP)
- 1970年 - 1994年: ウルリヒ・ガウス (FDP/DVP)
- 1994年 - 2006年: ヴェルナー・シュミット＝ヒーバー (FDP/DVP)
- 2006年 - : アンドレアス・ヘスキー (Freie Wähler)

### 紋章
図柄: 頂部は黒地。主部は銀地に3本の黒いシカの角が積み重ねるように配置されている。市の旗は、黒 - 白である。

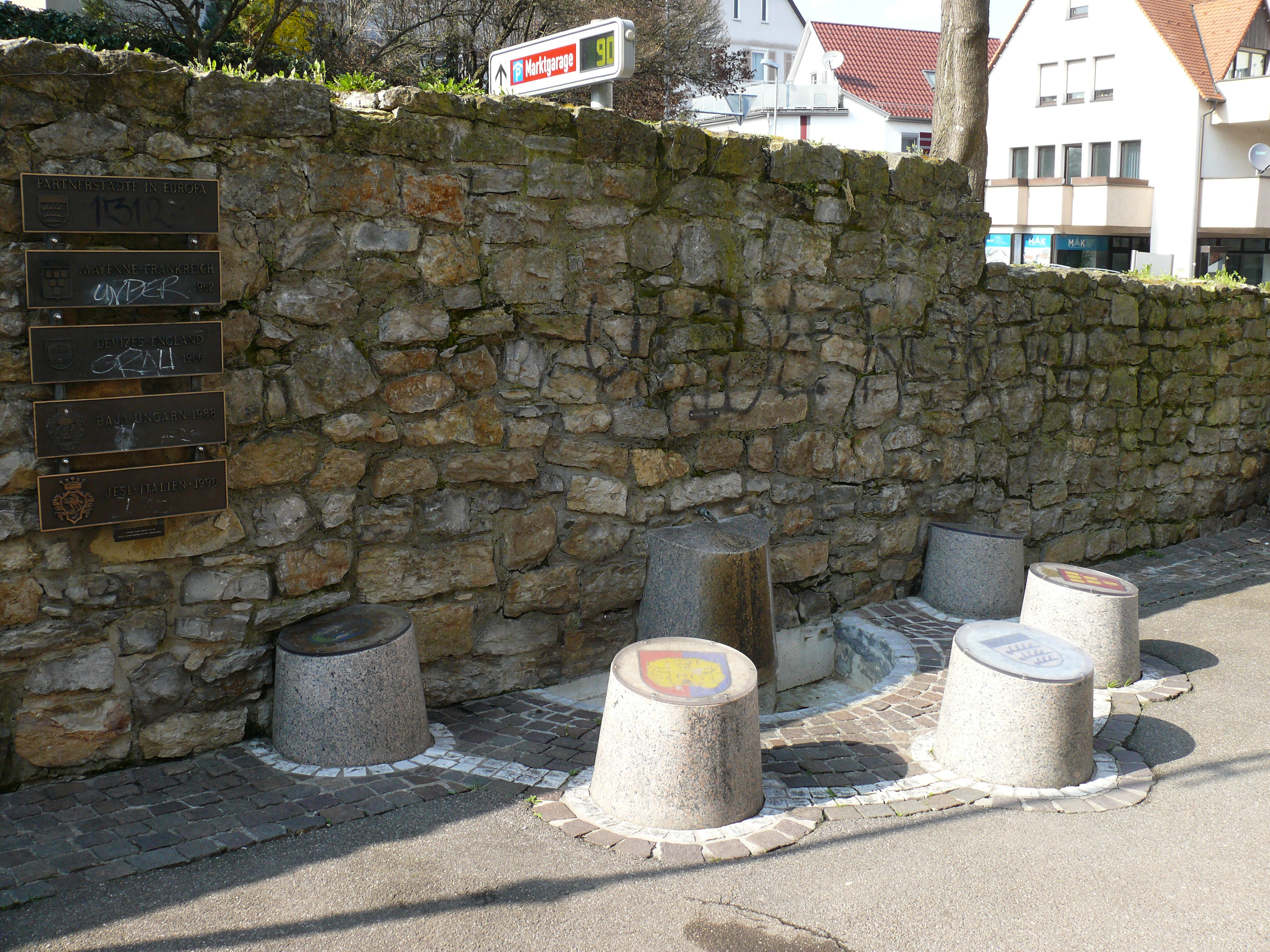
ヴァイブリンゲン市壁前の姉妹都市のモニュメント

### 姉妹都市
ヴァイブリンゲンは以下の都市と姉妹都市協定を締結している。
- マイエンヌ（フランス、マイエンヌ県）1962年[11]
- ディヴァイジズ（英語版）（イギリス、ウィルトシャー）1966年[12]
- バヤ（ハンガリー、バーチ・キシュクン県）1988年[13]
- イェージ（イタリア、マルケ州）1996年[14]
- バージニアビーチ（アメリカ合衆国、バージニア州）2017年[15]

友好都市
- シュマルカルデン（ドイツ語版、英語版）（ドイツ、テューリンゲン州）1990年[16]

1975年にノイシュタットを合併したことでヴァイブリンゲンは、最大の国際友好都市団体である「ノイシュタット・イン・ヨーロッパ」の一員となった。この作業共同体には、ドイツ、オーストリア、ハンガリー、チェコ、ポーランド、スロヴァキアの「ノイシュタット」という名前を持つ37の市町村（2018年12月現在）が参加している。

## 文化と見所
ヴァイブリンゲンの内市街には、歴史的な旧市街がある。旧市街はこの大規模郡都市の地理上の中心にあり、同時に、政治、経済、文化の中心でもある。市庁舎、郡庁舎、市民センターといった重要な施設や機関は内市街に存在する。旧市街の心臓部にあたるのがマルクト広場で、ここでは週に2回週の市が開かれ、たとえば「旧市街祭」、「小さなマルクトムジーク」、「フランスの日」など多くのイベントが開催される。ギャラリー広場は、レムス川沿いに新たに作られた文化的な河岸である。
ヴァイブリンゲン市内を多くの観光ルートが通っている。たとえば、全長 511 km のヴュルテンベルク・ワイン街道、遊歩道や自転車道およびレストランや文化施設を持つ観光連盟のレムスタール＝ルート、全長 90 km のレムスタール自転車道、ドイツ木組みの家街道などである。

### 文化
市民センターは1982年から1985年に建設され、様々な文化イベントの会場として用いられている。2017年3月に放火によって甚大な被害を受け、2017年末までは小規模なイベントが開催されることになっている。

### 建築

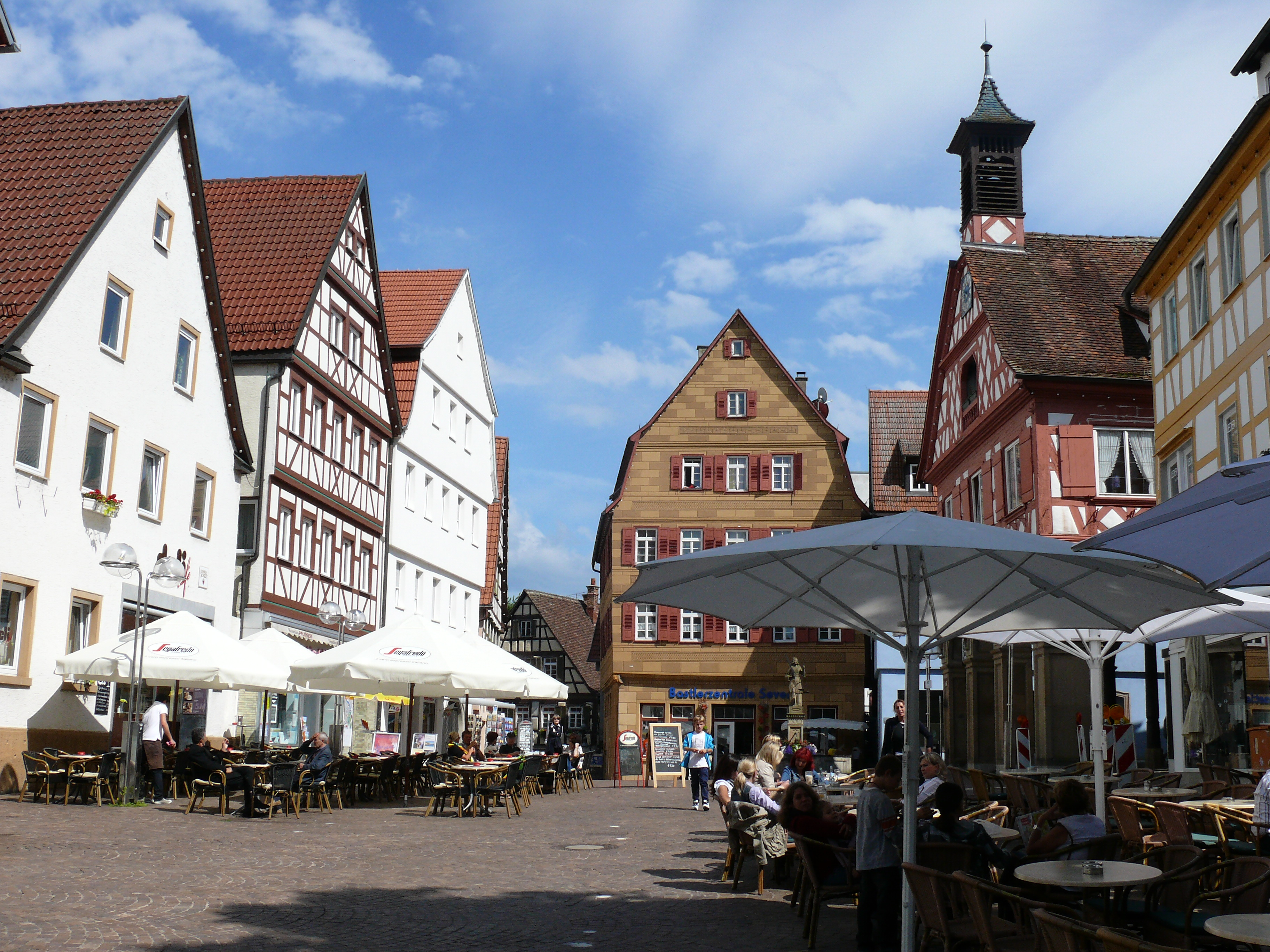
マルクト広場東サイド

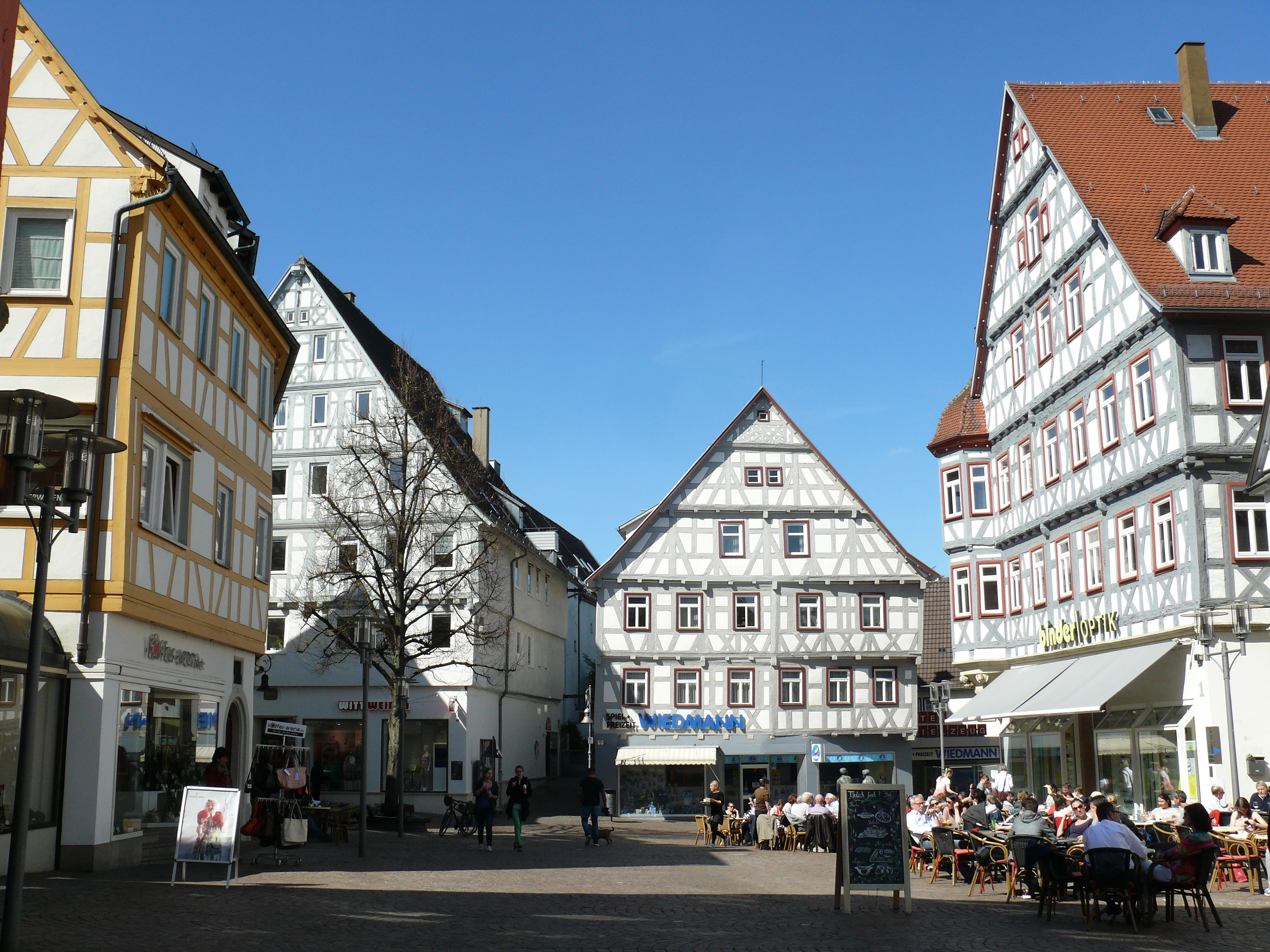
マルクト広場西サイド

中核部での見所は、数多くの木組み建築が建つ歴史的旧市街である。その1つが、マルクト広場に向かって開かれたアーケードを持つ旧市庁舎である。ツヴィンガーのホーホヴァッハトゥルム（見張り塔）は、この街の象徴的建造物である。この塔は旧市街の最高地点に建っており、中世から保存されているヴァイブリンゲンで数少ない貴重な建造物の1つである。さらに一般に立ち入りが可能な中世の屋根のある都市防衛施設の市壁通路や、レムス川に面したスグラッフィートを持つ13世紀のバインシュタイナー楼門が保存されている。福音主義のミヒャエルス教会が市の主要教会である。この教会は、1470年から1480年に三廊式のシュタッフェルハレとして建設された。内陣は1440年から1450年にはすでに建設されていた。ミヒャエルス教会の近くにある女子修道院教会は、1496年にウルマー家によって建設された。この建物は、3階建ての納骨礼拝堂として遺されている。ニコラウス教会は1269年に初めて記録されており、1488年にゴシック様式に改築された。ニコライ教会に面した、中世の修道院庭園をモデルに造営されたヴァイブリンガー・アポテーカーガルテン（直訳: ヴァイブリンゲンの薬草園）も見応えがある。幾何学的に配置された通路の間の12の花壇に、いくつかの臓器に薬効を発揮する植物が植えられている。
市区部にも注目に値する古い福音主義教会が存在する。バインシュタインの教会は1366年に初めて記録されているが、1225年にはすでに教会が存在していたと考えられる。なぜなら、この年にシュミデンの領邦会議がバインシュタインで開催されたことが証明されているのだが、こうした集会は教会のある場所でしか開かれなかったからである。現在の教会（1454年建造）は、建造期のフレスコ画を持つ後期ゴシック建築である。ビッテンフェルトの教区教会は初期ゴシック様式の内陣を持つ。1300年建造の塔は何度も改築されている。調度は18世紀後期のものである。ヘクナハの教会は、1467年から88年に建設され、1895年に建て替えられた。ホーエンアッカーの教会は1489年に建て替えられ、拡張されているが、おそらくこれより古い建物である。ノイシュタットの教会は1481年に聖マリア教区教会に昇格した。コールトゥルムキルヒェ（塔と内陣が一体化した教会）は14世紀に建設されたもので、1368年に制作された保存状態の良い珍しい壁絵を有している。
- 女子修道院教会
- ニコラウス教会
- バインシュタインの教会
- ノイシュタットの教会

### 旧市庁舎

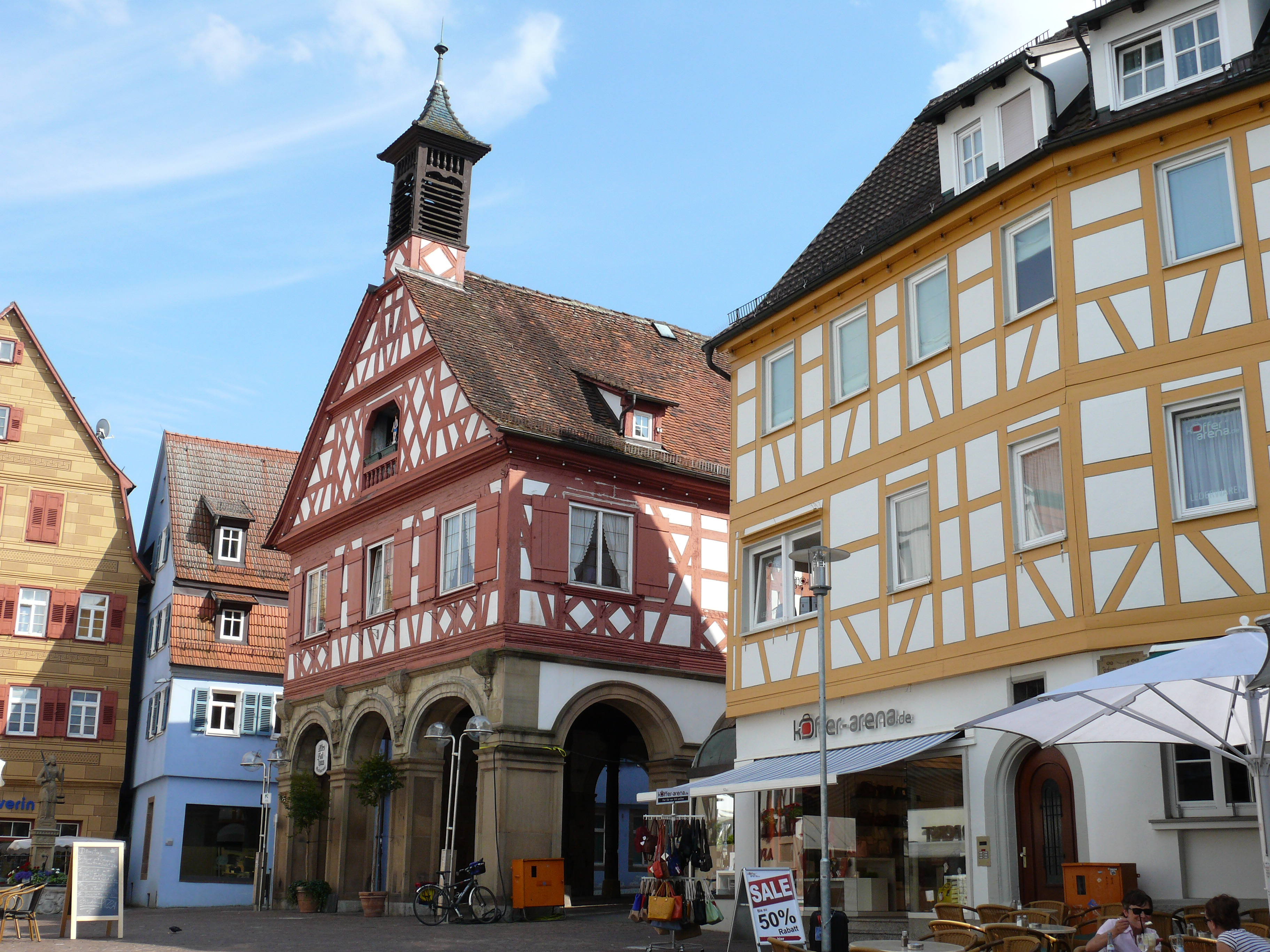
旧市庁舎

旧市庁舎は、開放的なアーケード、ルネサンス時代の1階通路を持つ木組み建築で、マルクト広場沿いに建っている。この建物は1597年に建設された。1634年に火災によって破壊され、1725年までは廃墟となっていたが、1730年に従前通りに再建された。この建物は1875年まで市庁舎として利用された。1876年から1975年に初めて少年国民学校として利用され、産業学校、その後市民大学として利用された。1976年に修復工事が開始され、1978年に旅館としてオープンした。1870年頃にこの建物の解体が計画されたが、その後この計画は廃案となった。1920年代に旧市庁舎は、木組みを露出させたヴァイブリンゲン最初の建物となった。この建物は、1978年に模範的な修復が行われた建物としてヴァイブリンゲン郷土協会から顕彰された。
- 旧市庁舎
- 旧市庁舎の背面側
- 旧市庁舎のアーケード

### ホーホヴァッハトゥルム

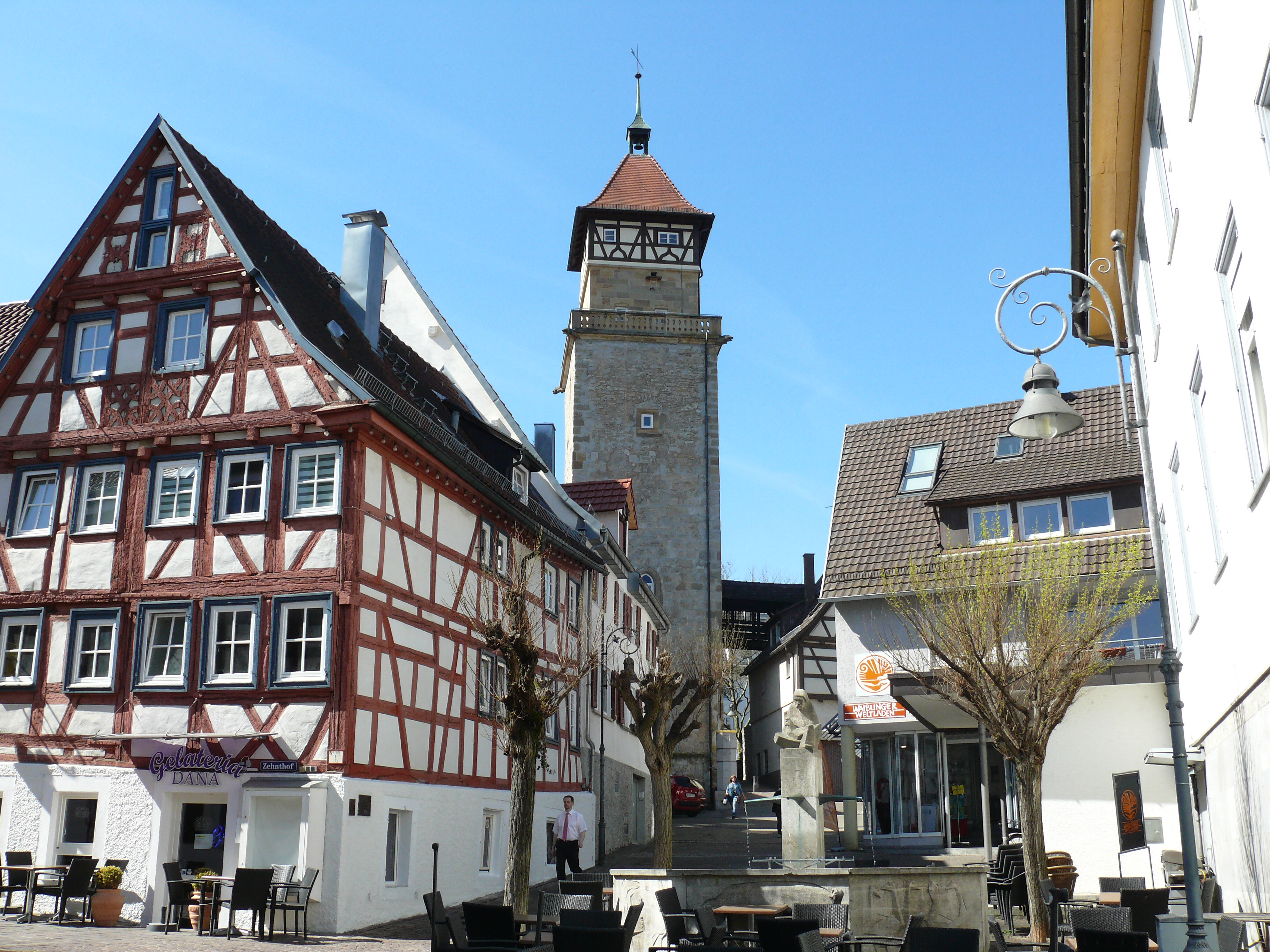
ホーホヴァッハトゥルム

ホーホヴァッハトゥルム（見張り塔）は、ツィンケニスター塔とも呼ばれ、13世紀にこの塔に接続する形で建設された市壁よりも古い建物である。この塔の正方形の平面 (7 × 7 m)の基部は、早くもシュタウフェン朝の初期、すなわち11世紀から12世紀、遅くとも13世紀に建設されたものである。高層部の壁組は1500年頃に造られた。その後何度も改築が行われた。1863年に切妻屋根が焼失した後、現在の形の木組み階が再建され、石造りのバルコニーを持つ回廊が造られた。古い構造を適用した現在の木製階段は20世紀半ばに取り付けられた。2003年に塔内部の古い漆喰層の調査が行われた。これにより、何層もの19世紀の青い彩色層が発見された、
塔の先端の高さは 45 m、回廊の高さは 21 m である。
- 市壁の外側から見たホーホヴァッハトゥルム
- ホーホヴァッハトゥルムのバルコニー

### バインシュタイナー楼門

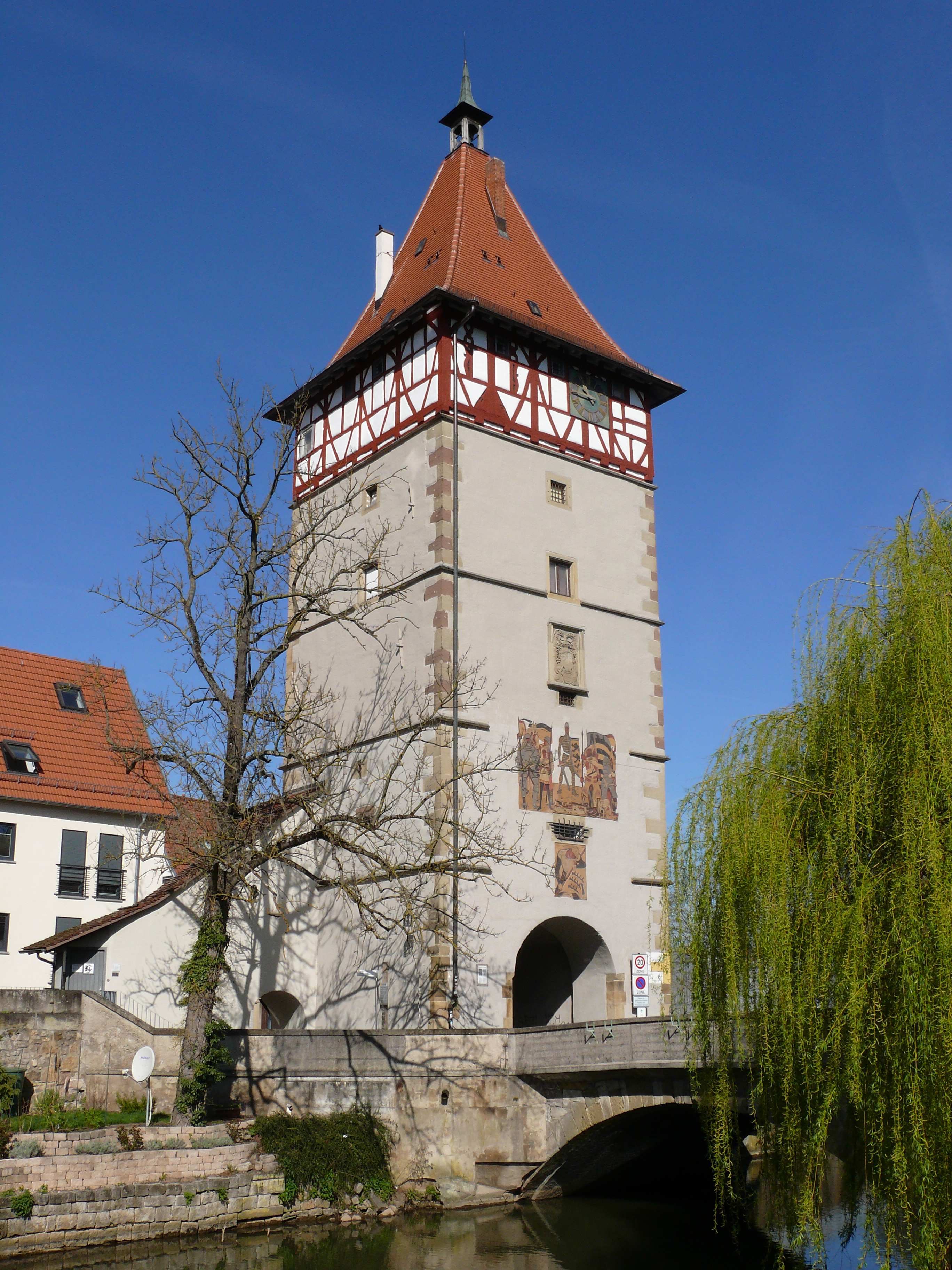
バインシュタイナー楼門

バインシュタイナー楼門（ゾイ塔とも呼ばれる）は13世紀に建設された。この塔は、1491年に高さ 22.3 m に嵩上げされ、エーバーハルトの紋章（エーバーハルト髭公）が掲げられた。1938年、スグラッフィートが造られた。1519年の戦闘の栄誉がモチーフとして用いられた。この建物は1979年と2013年に模範的な修復が行われた建物としてヴァイブリンゲン郷土協会から顕彰された。1864年にこの塔は危うく取り壊しを免れた。
- バインシュタイナー楼門
- バインシュタイナー楼門のスグラッフィート

### 都市防衛施設

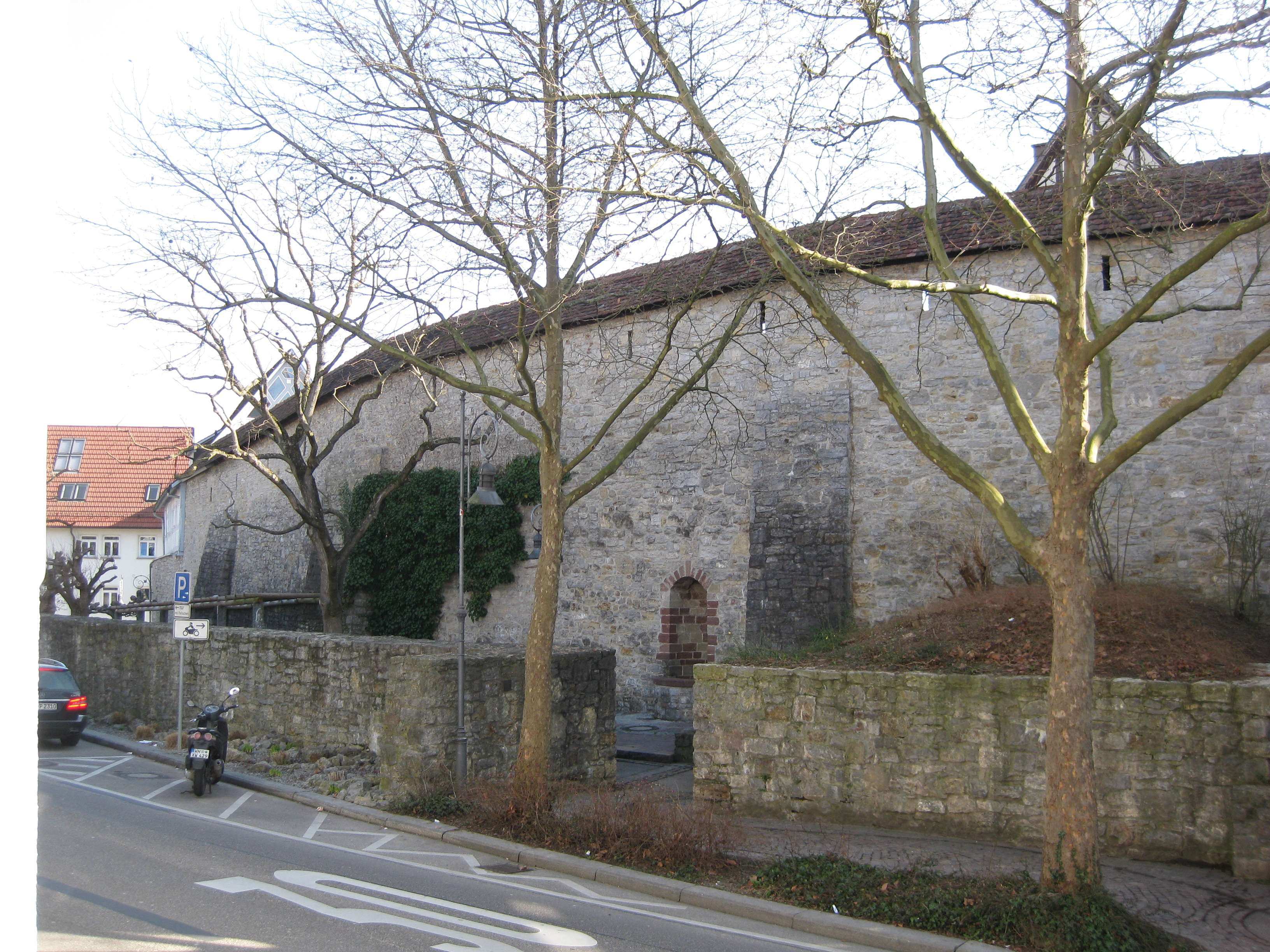
ヴァイブリンゲンの市壁

都市防衛施設の建設は1250年頃に始まり、約30年間続いた。市壁の重要な遺構はホーホヴァッハトゥルム付近やヴァインゲルトナー・フォアシュタット付近に存在する。最も長い断片は、バインシュタイナー門と薬草園との間で、人が歩いて通れるようになっており、一部は屋根が設けられた通路となっている。
- 市壁上の屋根付きの通路
- 市壁の防衛通路

### 博物館・美術館

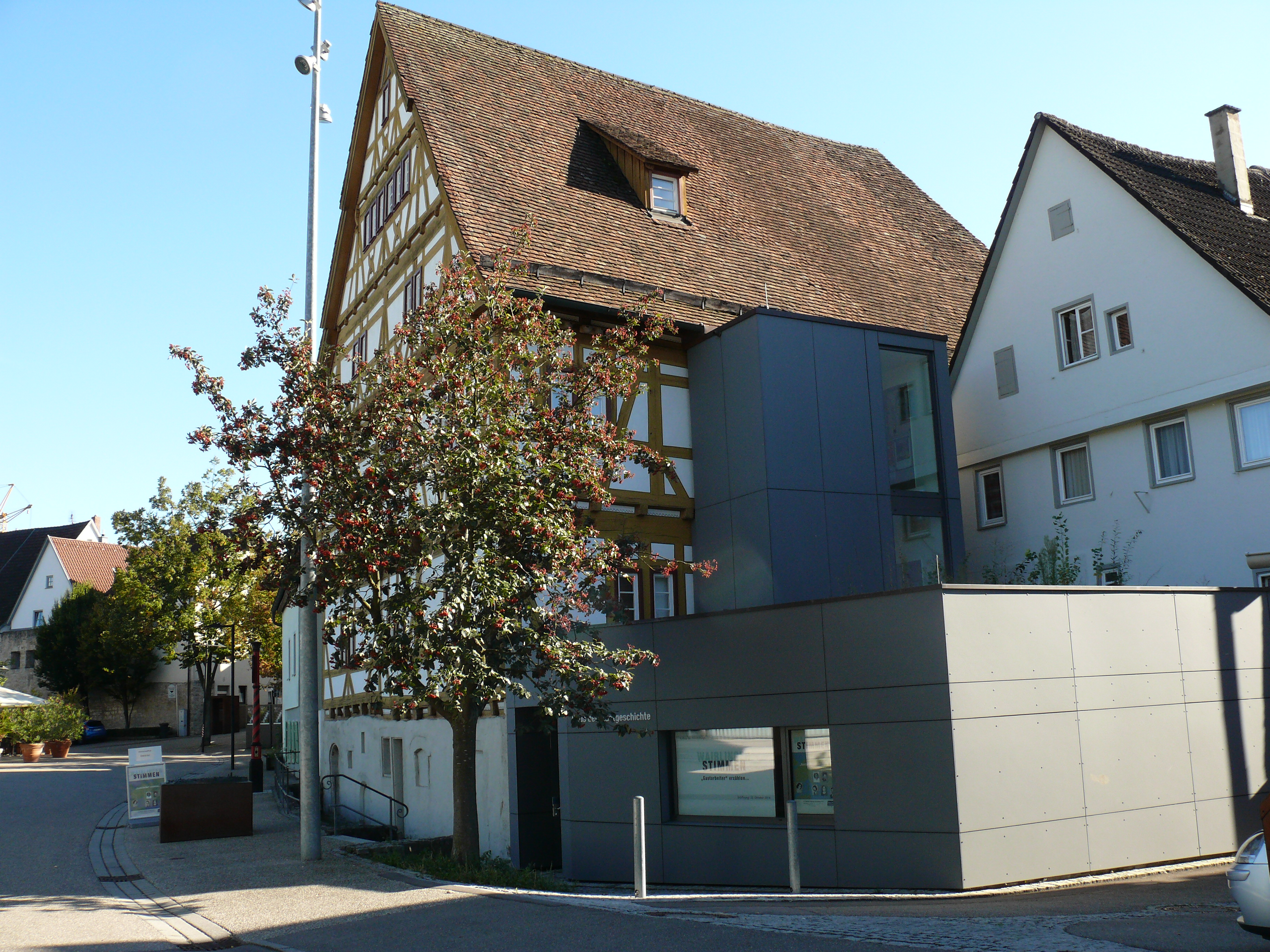
市の歴史館

市の歴史館は、かつての皮なめしの街にあり、ヴァイブリンゲンに遺る最も古い世俗建築である。この建物は1549年から1553年まで、おそらく共同で運営されていた皮なめしの作業所であった。この木組み建物は、新旧建築様式の混交する典型的な作例である。この建物は建築史の文化財であり、その修復に対して1992年に「ヨーロッパ・ノストラ」の功労賞が授与された。この博物館は、常設展示と、入れ替えの特別展示でヴァイブリンゲンの歴史を紹介している。
レムス川の川岸に、2008年5月30日にギャラリー・シュティール・ヴァイブリンゲンがオープンした。その設立は、エーファ・マイヤー＝シュティール財団のヴァイブリンゲン市に対する財政支援に由来する。ヴァイブリンゲン市がこのギャラリーの運営者である。このギャラリーは、共通のテーマに特化した紙作品を展示している。
ホーホヴァッハトゥルム内には、2006年7月22日に完成した小さな文学博物館アヒム・フォン・アルニムの部屋があり、アルニムのヴァイブリンゲンを舞台にした歴史小説「王冠を守る人々」（1817年）を連想させる。説明図表、手稿、ファクシミリコピーが納められた展示ケースの中で、このヴァイブリンゲンの物語の成立過程が追跡され、小説の文学的構成が明らかにされている。さらにアヒム・フォン・アルニムの肖像も展示されている。シュタウフェン時代にまで遡るホーホヴァッハトゥルムの下層部の前には2007年からシュタウフェン柱が建立されている。
- 市の歴史館前の3D-都市モデル
- ギャラリー・シュティール・ヴァイブリンゲン
- ホーホヴァッハトゥルム内のアヒム・フォン・アルニムの部屋
- ホーホヴァッハトゥルム前のシュタウフェン柱

### 年中行事

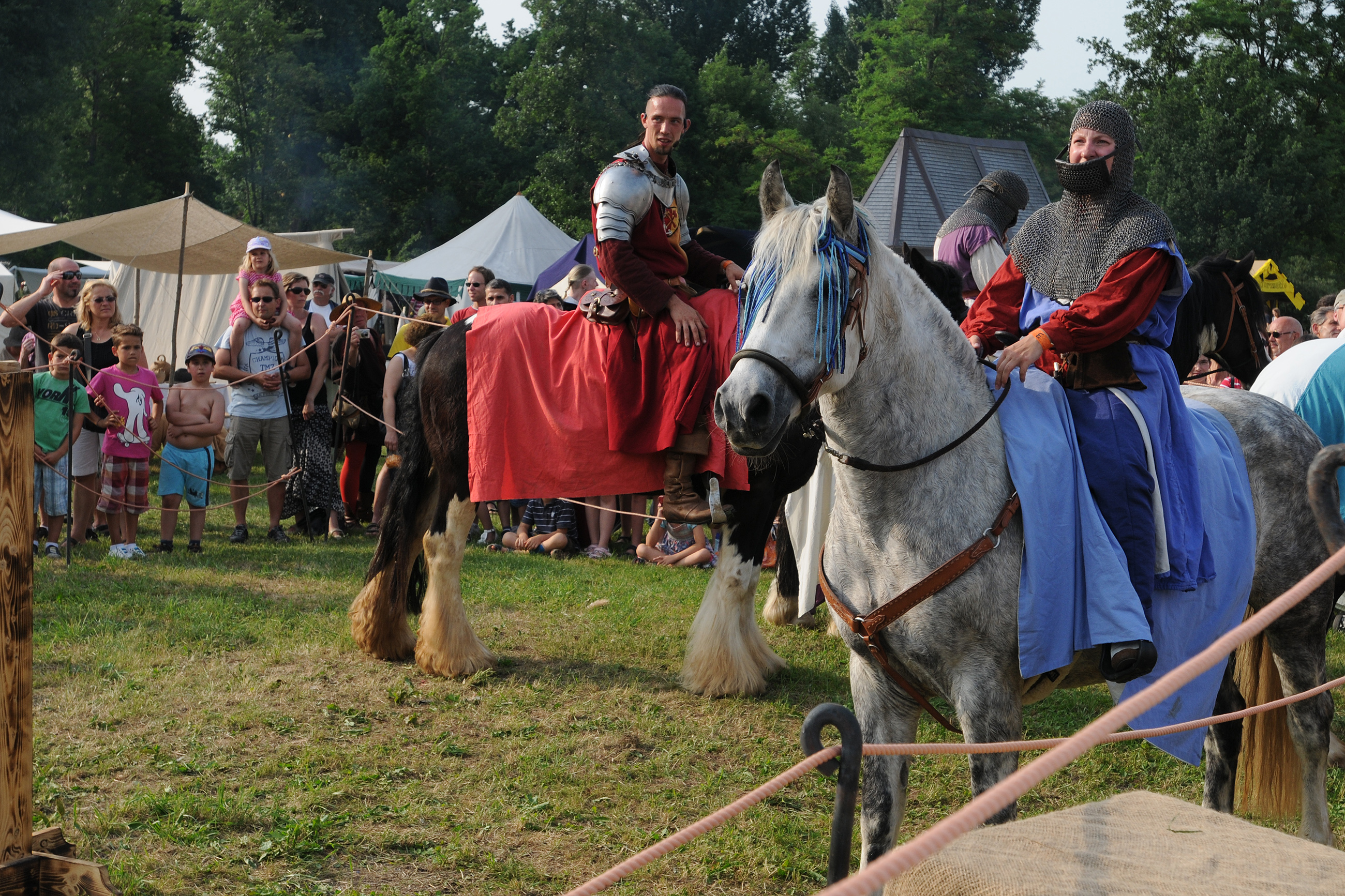
シュタウファー＝シュペクターケル

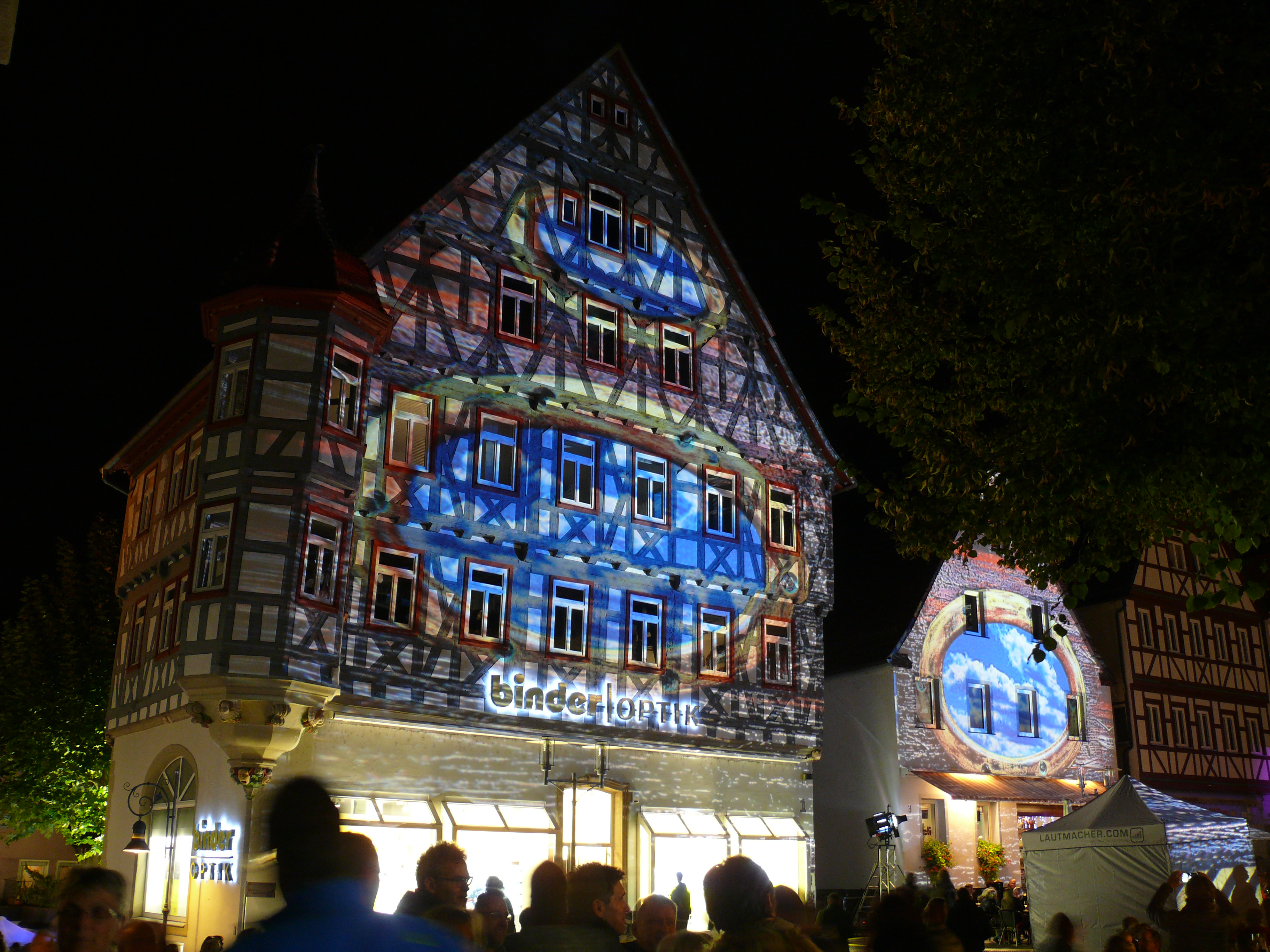
ヴァイブリンゲン・ロイヒテット

- 旧市街祭: 毎年6月最終週末（または7月最初の週末 [2000年、2011年、2017年]）に「旧市街祭」と、これに合わせて中世のマーケット「シュタウファー＝シュペクターケル」が開催される。多くのクラブや地元グループが、この週末には楽しい祭りのために屋台、舞台、展示を提供する。
- 2年ごとにラテン・アメリカ風の市祭「フィエスタ・ラティーナ」が開催される。
- 毎年5月に、古書籍商による大規模な書籍ノミの市「ヴァイブリンガー・ブーフマルクトプラッツ」が旧市街全域で開催される。
- 毎年夏の終わりから秋にかけて開催される「ヴァイブリンゲンの教会音楽の日」は市外でも高い評価を得ている。この地域のカントールであるインマヌエル・レスラーの主催の下、主にミヒャエリス教会で有名なソリストを招いてオルガン・コンサートが行われる。
- オールドタイマー・ファン向けには、9月の日曜日に古い自動車が歴史的旧市街を走るレムスタール＝クラシックがある。
- 秋には、10月の第1金曜日に「ヴァイブリンゲン・ロイヒテット」というタイトルの下、旧市街を照明で演出するイベントが行われる。
- アドヴェント期間の3週間、伝統的なクリスマスマーケットが、屋台街や「生きているアドヴェントカレンダー」でヴァイブリンゲンのマルクト広場を活気づける。
- 2000年から、クリスマス前最後の金曜日にヴァイブリンゲン郷土協会とバンド「ザ・ロック!」は「ヴァイブリンゲンのクリスマス・ロック」を開催している。

## 経済と社会資本

### 交通

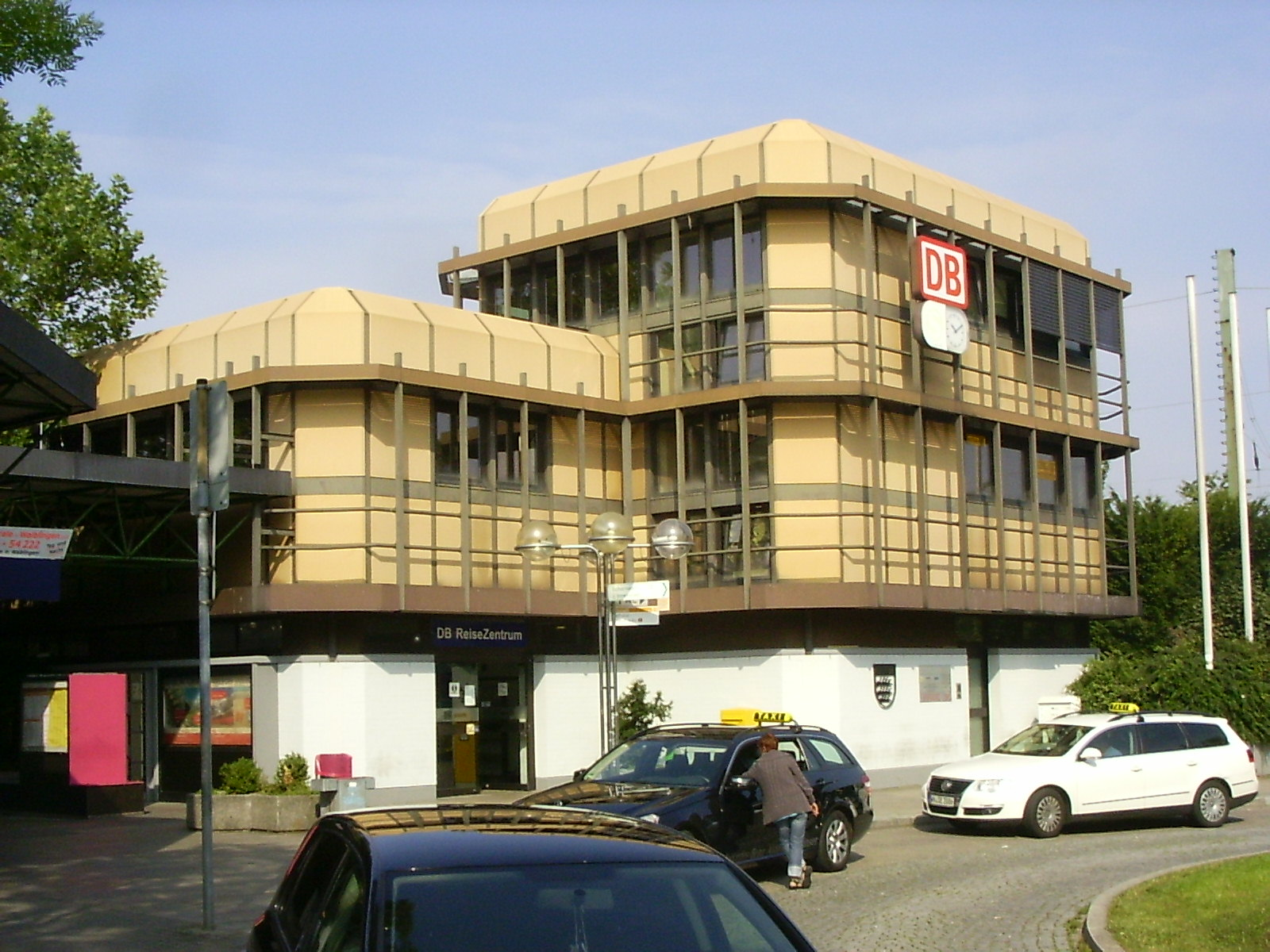
ヴァイブリンゲン駅

ヴァイブリンゲン市内を連邦道 B14号線（シュトゥットガルト - ニュルンベルク）が通っており、市の端で B14号から連邦道 B29号線（ヴァイブリンゲン - アーレン）が分岐し、スタートしている。
ヴァイブリンゲンは、鉄道シュトゥットガルト - バート・カンシュタット - アーレン線とヴァイブリンゲン - シュヴェービッシュ・ハレ＝ヘッセンタールとの分岐点に位置している。両路線はシュトゥットガルトから来てヴァイブリンゲンで分離される。ヴァイブリンゲン駅には、シュトゥットガルトSバーンの S2号線（ショルンドルフ - シュトゥットガルト - 空港/メッセ - フィルダーシュタット）および S3号線（バックナング - シュトゥットガルト空港/メッセ・シュトゥットガルト）の列車も停車する。ヴァイブリンゲンの市域内にはこの他に、ノイシュタット＝ホーエンアッカー駅がある。シュテッテン＝バインシュタイン駅はヴァインシュタットの市域にあたる。また、ルオフ乗り合いバス交通 (OVR) およびダネンマン交通会社の数多くのバス路線がある。いずれの路線も、シュトゥットガルト交通・運賃連盟 (VVS) の均一料金が適用される。

### 地元企業
電動ノコギリや小型モーター製品の国際的なメーカーであるアンドレアス・シュティール AG & Co. KG はヴァイブリンゲン＝ノイシュタットに本社を置いている。
ロバート・ボッシュ GmbH はヴァイブリンゲンに2つの工場を有している: 1つは接合技術、1つは包装技術の工場である。
ヴァイブリンゲン駅から遠くない場所に、1997年5月にドイツポスト AG の郵便センター 70/71（ともにシュトゥットガルト）がある。開設当時、このセンターは、この種のものとしてはヨーロッパ最大であった。

### メディア

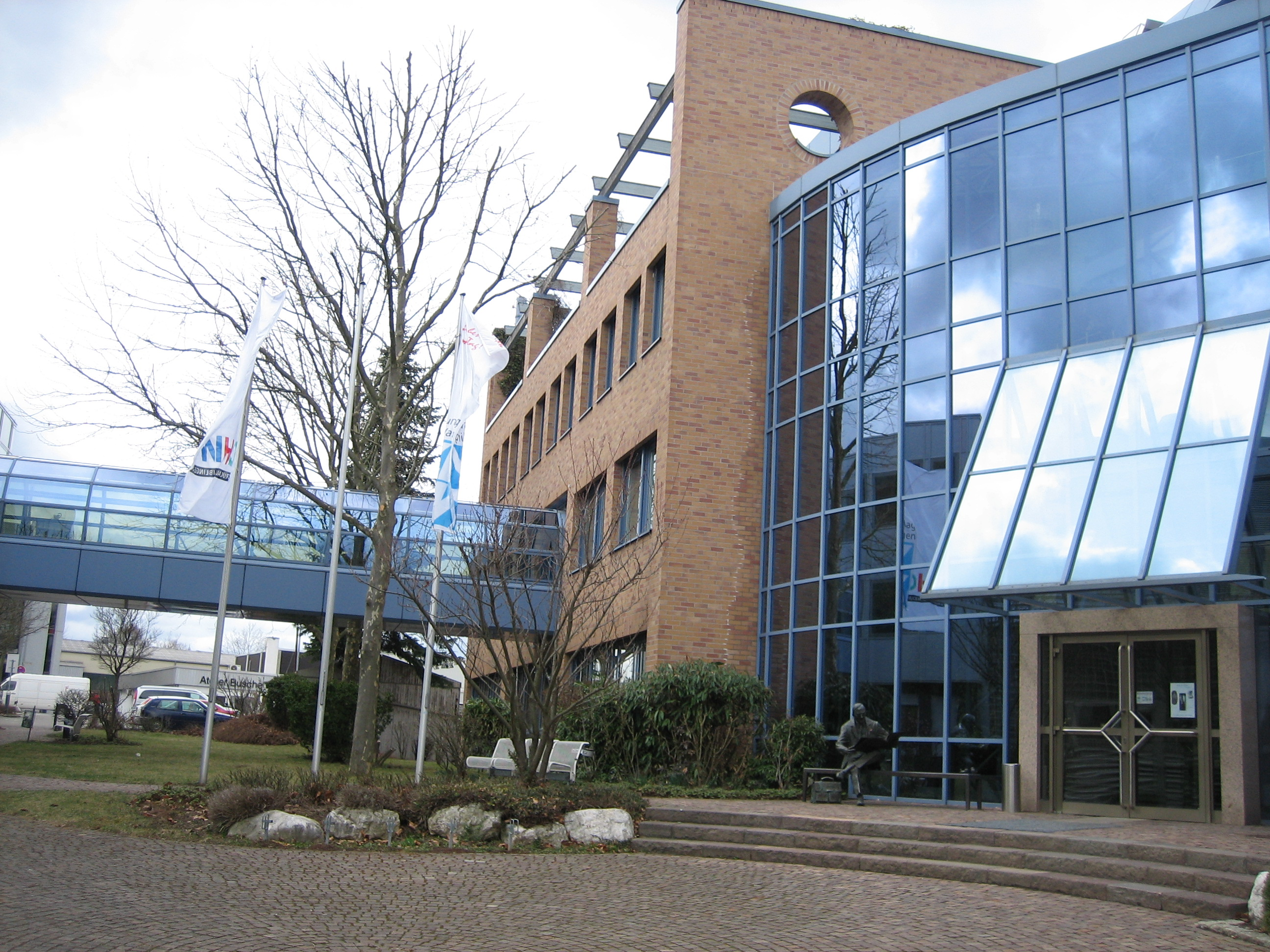
ヴァイブリンゲン新聞社

ヴァイブリンゲンでは、ヴァイブリンゲン新聞社の「ヴァイブリンガー・クライスツァイトゥング」が日刊紙として刊行されている。
1980年代にホルスト・ミヒャエル・ノイツェが警部役を演じたミステリーシリーズ「タートオルト（直訳: 犯行現場）」の「彼の最後の意思」がヴァイブリンゲンで撮影された。ドラマではこの街は「フュールシュタット」という名前であり、実際の地名では登場しないが、この地方に詳しい人であればヴァイブリンゲンであると明らかに判る。タイトルバックは、紛れもなくレムス川から観たヴァイブリンゲン旧市街のシルエットであるし、映画の合間に、たとえばバインシュタイナー門、旧市庁舎、バーンホーフ通りの一部などの象徴的建造物が、短いショットではあるが、写っている。

### 行政、司法、その他の機関

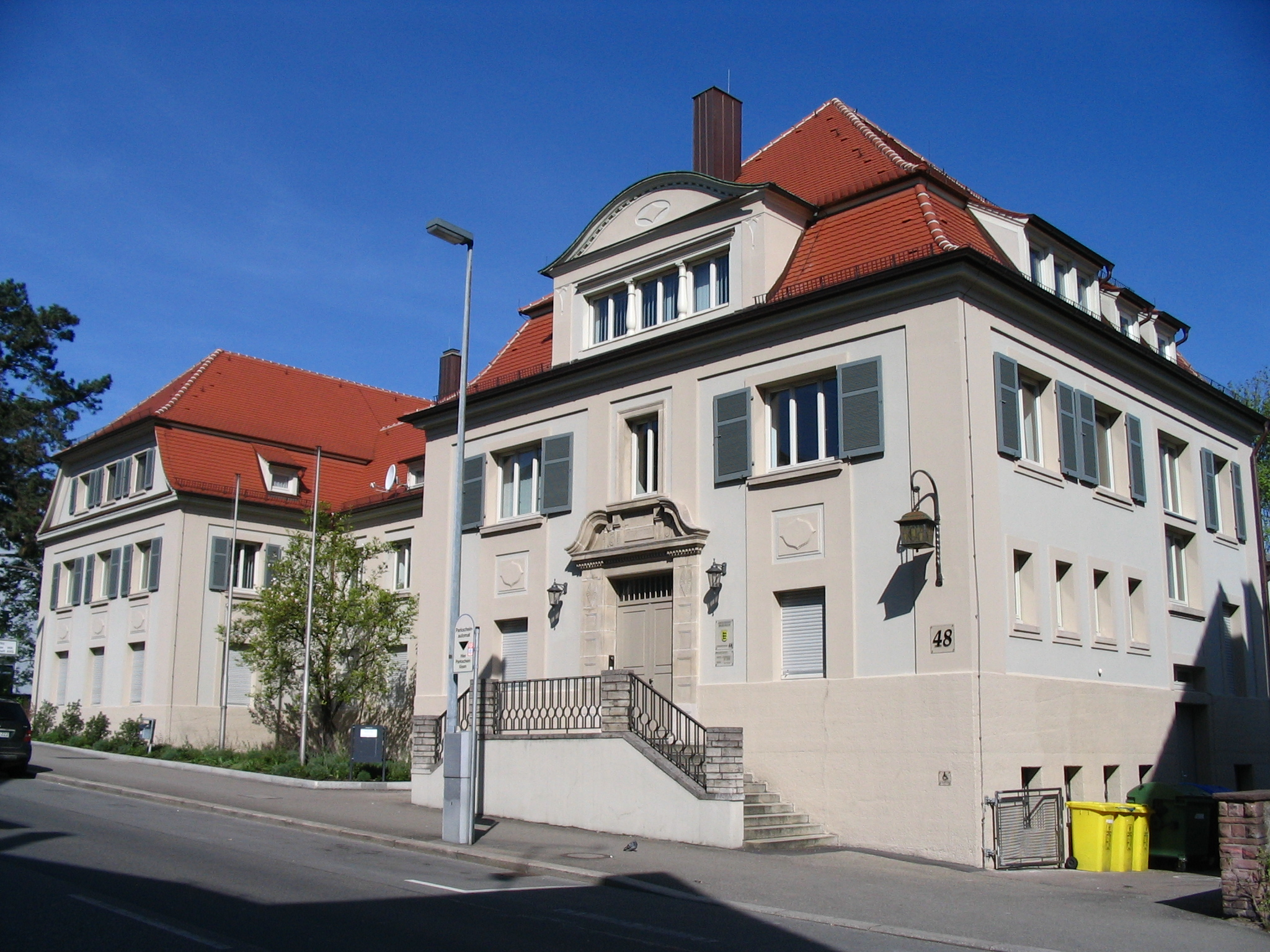
ヴァイブリンゲン区裁判所

ヴァイブリンゲンは、レムス＝ムル郡の郡行政機関の所在地である。さらに、職業安定所、税務署、区裁判所が存在する。区裁判所は、シュトゥットガルト上級地方裁判所および同地方裁判所の管轄下にある。
本市は、ヴュルテンベルク福音主義地方教会のヴァイブリンゲン教会管区の本部所在地である。

### 教育
ヴァイブリンゲンには、一般ギムナジウム 2校（ザリアー＝ギムナジウムとシュタウファー＝ギムナジウム）、実科学校 2校（ザリアー実科学校とシュタウファー実科学校）、基礎課程・本課程・実科学校 1校（フリーデンスシューレ・ノイシュタット）、養護学校 1校（コメニウスシューレ）、中核市区に3校の基礎課程・本課程学校（ザリアーシューレ、シュタウファーシューレ、ヴォルフガング＝ツァッヒャー＝シューレ）、ビッテンフェルトとホーエンアッカーに1校ずつの基礎課程・本課程学校（シラーシューレとリンデンシューレ）。シラーシューレとリンデンシューレは本課程ではクラスの交換を行っている。およそ半分がホーエンアッカー、もう半分がビッテンフェルトに組み込まれる。さらに独立した基礎課程学校が中核市区（リネンエッカーシューレ）、ヘクハナ市区（ブルクシューレ）、バインシュタイン市区にある。
レムス＝ムル郡は、シュタインバイス通りの3校の職業学校（技術系ギムナジウムを持つ産業学校、経済ギムナジウムを持つ商業学校、栄養学ギムナジウムを持つマリア＝メーリアン＝シューレ家政・農業学校）および言語障害者のためのクリスティアン＝モルゲンシュテルン＝シューレ、学習幼稚園を併設した精神・身体障害者のためのフレーベルシューレ、長期入院患者のためのシューレ・フュア・クランケの経営を行っている。
ディアコニー・シュテッテン e.V. の私立学校（ヴァイブリンゲン職業訓練所のヨハネス＝ランデンベルガー＝シューレと治療教育介護のための福音主義専門学校ルートヴィヒ＝シュライヒ＝シューレ）やインターナショーレ・ブンデ e.V. のヴァイブリンゲン職業専門学校、ドナー & ケルン GGmbH 私立商業学校がヴァイブリンゲンの教育環境を補完している。
ヴァイブリンゲンの家庭教育施設は、教育学、児童養護、栄養、健康維持といった分野のコースを用意している。この施設はヴァイブリンゲンの多世代ハウスが運営している。
ウンテーレス・レムスタール芸術学校は2008年6月1日にヴァイブリンゲンのヴァインゲルトナー・フォアシュタットに本部を置いた。この学校はヴァイブリンゲン市が運営している。周辺市町村のヴァインシュタット、ケルネン・イム・レムスタール、コルプとの契約で規定された協力体制が住民の参加も保証している。成人、子供、青年のための授業スペースは、芸術学校以外にすべてのパートナー自治体に存在する。この芸術学校は、専門クラスの他に、ギャラリーを訪れたあらゆる年齢層向けの芸術を媒体としたコースやワークショップを設けている。
ウンテーレス・レムスタール音楽学校 e.V. は、様々な授業スペースの他に、ヴァイブリンゲンのコメニウスシューレ内にオフィススペースを有している。
ウンテーレス・レムスタール市民大学 e.V. はヴァイブリンゲンにオフィスを有している。

### クラブ、協会
ヴァイブリンゲンには、ドイツ・キリスト教ボーイスカウト団の、5つのボーイスカウト団と5つの Wölflingsmeuten があり、300人以上が登録している。
最大の音楽クラブが、約700人が在籍しているヴァイブリンゲン市立オーケストラである。このクラブは、シンフォニック・ブラスオーケストラ、弦楽オーケストラ、ビッグ・バンド、約150人の学生が参加するジュニア部門からなっている。
最大のスポーツクラブは、約 3,550人の会員を擁する VfL ヴァイブリンゲンである。この多種目スポーツクラブは、レジャースポーツ、健康スポーツ、16部門（競技種目）の専門スポーツ、健康治療プログラム、子供スポーツ学校を提供している。VfL ヴァイブリンゲンの女子ハンドボールチームは、2006/07年シーズンにはブンデスリーガ2部に参加した。他の部門もトップ選手を輩出し、その多くは後に別のクラブで活躍した。
ヴァイブリンゲンのクラブの詳細なリストは、ヴァイブリンゲン市のウェブサイトのクラブデータバンクで見ることができる。

## 人物

### 出身者
- ヴュルテンベルク＝ウーラハ伯ルートヴィヒ2世（ドイツ語版、英語版）（1439年 - 1457年）治世: 1450年 - 1457年
- ヴュルテンベルク公エーバーハルト2世（1447年 - 1504年）ヴュルテンベルク＝シュトゥットガルト伯（1457年 - 1482年）、ヴュルテンベルク公（1496年 - 1498年）
- ヤーコプ・アンドレーエ（ドイツ語版、英語版）（1528年 - 1590年）ルター派神学者、ヴュルテンベルクの宗教改革家、和協信条の起草者
- クリスティアン・メルゲンターラー（1884年 - 1980年）NSDAPの政治家。ヴュルテンベルクの首相（任期: 1933年 - 1945年）
- ハインツ・アルディンガー（ドイツ語版、英語版）（1933年 - ）サッカー審判員
- マンフレート・ヴィンケルホック（1951年 - 1985年）レーシングドライバー
- ヨアヒム・ヴィンケルホック（1960年 - ）レーシングドライバー。マンフレートの弟
- ギュンター・シェーファー（ドイツ語版、英語版）（1962年 - ）サッカー選手、指導者
- ベルント・マイレンダー（1971年 - ）レーシングドライバー
- ボリス・パルマー（ドイツ語版、英語版）（1972年 - ）同盟90/緑の党の政治家。テュービンゲン市の上級市長
- イヴォン・エングリヒ（ドイツ語版、英語版）（1979年 - 2018年）女子レスラー
- ミヒャエル・フィンク（ドイツ語版、英語版）（1982年 - ）サッカー選手
- ナディーネ・クラウゼ（ドイツ語版、英語版）（1982年 - ）女子ハンドボール選手
- ライフ・ランパター（ドイツ語版、英語版）（1982年 - ）自転車競技選手
- ニコ・シュロッターベック（1999年 - ）サッカー選手、ドイツ代表

## 関連書籍
- Erich Keyser, ed (1961). Württembergisches Städtebuch. Deutsches Städtebuch. Handbuch städtischer Geschichte – Im Auftrage der Arbeitsgemeinschaft der historischen Kommissionen und mit Unterstützung des Deutschen Städtetages, des Deutschen Städtebundes und des Deutschen Gemeindetages. Stuttgart
- Sönke Lorenz, ed (2003). Waiblingen : eine Stadtgeschichte. Filderstadt: Markstein-Verlag. ISBN 978-3-935129-13-8
- Ellen Widder (2005). Waiblingen : Eine Stadt im Spätmittelalter. Remshalden: Hennecke. ISBN 978-3-927981-14-0

これらの文献は、翻訳元であるドイツ語版の参考文献として挙げられていたものであり、日本語版作成に際し直接参照してはおりません。

## 訳注
1. ↑  2つの防御壁の間のスペースで防衛活動に利用される。
2. ↑  二重の城壁の間の空間